# Leiuperinae
Sous-famille
Synonymes
- Leiuperidae Bonaparte, 1850

Les Leiuperinae sont une sous-famille d'amphibiens de la famille des Leptodactylidae.

## Répartition
Les espèces de ses genres se rencontrent en Amérique du Sud et en Amérique centrale. Très courant d’en voir aussi sur l’île de Saint-Martin aux Antilles du nord

## Liste des genres
Selon Amphibian Species of the World (10 juin 2017) :
- Edalorhina Jiménez de la Espada, 1870
- Engystomops Jiménez de la Espada, 1872
- Physalaemus Fitzinger, 1826
- Pleurodema Tschudi, 1838
- Pseudopaludicola Miranda-Ribeiro, 1926

## Publication originale
- Bonaparte, 1850 : Conspectus systematum Herpetologiae et amphibiologiae. Editio altera reformata.